# Lijst van naar een persoon genoemde mineralen
Dit artikel geeft een lijst van mineralen die naar een persoon zijn genoemd. Een mineraal is een samengestelde stof die door een geologisch proces is gevormd en waar uitgezonderd enkele amorfe mineralen een kristalstructuur in voorkomt.

## A
| Mineraal       | Chemische formule                      | Vernoemd naar                              |
| -------------- | -------------------------------------- | ------------------------------------------ |
| Abswurmbachiet | (Cu,Mn2+)Mn3+6O8SiO4                   | Irmgard Abs-Wurmbach                       |
| Adamiet        | Zn2AsO4OH                              | Gilbert Joseph Adam                        |
| Aheyliet       | (Fe2+,Zn)Al6[(OH)4(PO4)2]2·4H2O        | Allen V. Heyl                              |
| Alexandriet    | BeAl2O4                                | Alexander II van Rusland                   |
| Alforsiet      | Ba5Cl(PO4)3                            | John T. Alfors                             |
| Allabogdaniet  | (Fe,Ni)2P                              | Alla Bogdanova                             |
| Allaniet       | (Ce,Ca,Y, La,Th)2(Al,Fe3+)3(SiO4)3(OH) | Thomas Allan                               |
| Ankeriet       | Ca(Fe,Mg,Mn)(CO3)2                     | Matthias Joseph Anker                      |
| Anthonyiet     | Cu(OH,Cl)2•3H2O                        | John Williams Anthony                      |
| Arfvedsoniet   | Na3(Fe,Mg)4FeSi8O22(OH)2               | Johan August Arfwedson                     |
| Armalcoliet    | (Mg,Fe2+)Ti2O5                         | Neil Armstrong Buzz Aldrin Michael Collins |

## B
| Mineraal     | Chemische formule                   | Vernoemd naar            |
| ------------ | ----------------------------------- | ------------------------ |
| Baddeleyiet  | ZrO2                                | Joseph Baddeley          |
| Bazziet      | Be3(Sc,Fe)2Si6O18                   | Alessandro E. Bazzi      |
| Bertrandiet  | Be4Si2O7(OH)2                       | Emile Bertrand           |
| Bilibinskiet | Au2Cu2PbTe2                         | Yuri A. Bilibin          |
| Billietiet   | Ba(UO2)6O4(OH)6•8H2O                | Valere Louis Billiet     |
| Bixbiet      | Be3(Al,Mn)2Si6O18                   | Maynard Bixby            |
| Bixbyiet     | (Fe,Mn)2O3                          | Maynard Bixby            |
| Blödiet      | Na2Mg(SO4)2·4(H2O                   | Carl August Blöde        |
| Blossiet     | α-Cu2V2O7                           | F. Donald Bloss          |
| Bobtrailliet | Na15Sr12Zr14Si42B6O138(OH)6 · 12H2O | Robert Trail             |
| Borniet      | Cu5FeS4                             | Ignaz von Born           |
| Boulangeriet | Pb5Sb4S11                           | C.L. Boulanger           |
| Bournoniet   | PbCuSbS3                            | Jacques Louis de Bournon |
| Brewsteriet  | (Sr,Ba)Al4Si12O32 · 10H2O           | David Brewster           |
| Briartiet    | Cu2(Zn,Fe)GeS4                      | Gaston Briart            |
| Bromelliet   | BeO                                 | Magnus von Bromell       |
| Brookiet     | TiO2                                | Henry James Brooke       |
| Bruciet      | Mg(OH)2                             | Archibald Bruce          |
| Bunseniet    | NiO                                 | Robert Bunsen            |

## C
| Mineraal     | Chemische formule         | Vernoemd naar                |
| ------------ | ------------------------- | ---------------------------- |
| Canfieldiet  | Ag8SnS6                   | Frederick Alexander Canfield |
| Carnalliet   | KMgCl3 · 6H2O             | Rudolf von Carnall           |
| Carnotiet    | K2(UO2)2(VO4)2            | Marie Adolphe Carnot         |
| Celsiaan     | BaAl2Si2O8                | Anders Celsius               |
| Černýiet     | Cu2CdSnS4                 | Petr Černý                   |
| Cesbroniet   | Cu6(TeO3)2(OH)6 · 2H2O    | Fabian Cesbron               |
| Chapmaniet   | Fe2+2Sb(SiO4)2(OH)        | Edward John Chapman          |
| Clinozoisiet | Ca2Al3Si3O12(OH)          | Sigmund Zois von Edelstein   |
| Clintoniet   | Ca(Mg,Al)3(Al3Si)O10(OH)2 | DeWitt Clinton               |
| Coesiet      | SiO2                      | Loring Coes jr.              |
| Coffiniet    | U(SiO4)1-x(OH)4x          | Reuben Clare Coffin          |
| Colemaniet   | Ca2B6O1 · 5H2O            | William Tell Coleman         |
| Cooperiet    | (Pt,Pd,Ni)S               | R. Cooper                    |
| Cordieriet   | Mg2Al4Si5O18              | P. L. A. Cordier             |
| Covellien    | CuS                       | Niccola Covelli              |
| Crookesiet   | Cu7(Tl,Ag)Se4             | William Crookes              |

## D
| Mineraal     | Chemische formule               | Vernoemd naar                |
| ------------ | ------------------------------- | ---------------------------- |
| Dawsoniet    | NaAlCO3(OH)2                    | John William Dawson          |
| Delafossiet  | CuFeO2                          | Gabriel Delafosse            |
| Delvauxiet   | CaFe4(PO4,SO4)2(OH)8 · (4-6)H2O | J.S.P.J. Delvaux de Feuffe   |
| Descloïziet  | Pb(Zn,Cu)[OH\|VO4]              | Alfred Des Cloizeaux         |
| Dickiet      | Al2Si2O5(OH)4                   | Allan Brugh Dick             |
| Dolomiet     | CaMg(CO3)2                      | Déodat de Dolomieu           |
| Domeykiet    | Cu3As                           | Ignacy Domeyko               |
| Donnayiet    | NaCaSr3Y(CO3)6 · 3H2O           | J. D. H. Donnay en G. Donnay |
| Dumortieriet | Al8BSi3O19OH                    | Eugène Dumortier             |

## F
| Mineraal           | Chemische formule                | Vernoemd naar                  |
| ------------------ | -------------------------------- | ------------------------------ |
| Ferberiet          | FeWO4                            | Moritz Rudolph Ferber          |
| Ferrieriet         | (Na,K)2Mg(Si,Al)18O36(OH) · 9H2O | Walter Frederick Ferrier       |
| β-Fergusoniet-(Ce) | (Ce,La,Nd)NbO4                   | Robert Ferguson of Raith       |
| Forsteriet         | Mg2SiO4                          | Johann Forster                 |
| Franckeiet         | Pb5Sn3Sb2S14                     | Carl Francke en Ernest Francke |
| Freieslebeniet     | AgPbSbS3                         | Johann Karl Freiesleben        |
| Friedrichiet       | CU5Pb5Bi7S18                     | O. M. Friedrich                |

## G
| Mineraal     | Chemische formule           | Vernoemd naar                   |
| ------------ | --------------------------- | ------------------------------- |
| Gadoliniet   | (Ce,La,Nd,Y)2FeBe2Si2O10    | Johan Gadolin                   |
| Gahniet      | ZnAl2O4                     | Johan Gottlieb Gahn             |
| Garnieriet   | Ni3MgSi6O15(OH)2 · 6(H2O)   | Jules Garnier                   |
| Geigeriet    | Mn5(AsO3OH)2(AsO4)2 · 10H2O | Thomas P. Geiger                |
| Genkiniet    | (Pt,Pd)4Sb3                 | A. D. Genkin                    |
| Gersdorffiet | NiAsS                       | Johann von Gersdorff            |
| Gibbsiet     | Al(OH)3                     | G. Gibbs                        |
| Goethiet     | FeOOH                       | Johann Wolfgang von Goethe      |
| Greenockiet  | CdS                         | Lord Greenock (Ch. M. Cathcart) |
| Gruneriet    | Fe7Si8O22(OH)2              | Louis Gruner                    |
| Gunningiet   | (Zn,Mn2+)SO4 · H2O          | Henry C. Gunning                |

## H
| Mineraal      | Chemische formule                    | Vernoemd naar        |
| ------------- | ------------------------------------ | -------------------- |
| Haggertyiet   | Ba(Fe2+6Ti5Mg)O19                    | Stephen E. Haggerty  |
| Hapkeiet      | Fe2Si                                | Bruce Hapke          |
| Hawleyiet     | CdS                                  | James Edwin Hawley   |
| Herzenbergiet | (Sn, Pb)SnS2                         | Roberto Herzenberg   |
| Heulandiet    | (Ca,Na)2-3Al3(Al,Si)2Si13O36 · 12H2O | Henry Heuland        |
| Hörnesiet     | Mg3(AsO4)2 · 8H2O                    | Moriz Hörnes         |
| Hübneriet     | MnWO4                                | Adolf Huebner        |
| Hutchinsoniet | (Tl,Pb)2As5S9                        | Arthur Hutchinson    |
| Huttoniet     | ThSiO4                               | Colin Osborne Hutton |

## J
| Mineraal       | Chemische formule   | Vernoemd naar         |
| -------------- | ------------------- | --------------------- |
| Jamesoniet     | Pb4Fe2+Sb6S14       | Robert Jameson        |
| Jeremejeviet   | Al6B5O15F2,5(OH)0,5 | P.V. Jeremejev        |
| Jedwabiet      | Fe7(Ta,Nb)3         | Jacques Jedwab        |
| Jimthompsoniet | (Mg,Fe)5Si6O16(OH)2 | James B. Thompson jr. |
| Johannseniet   | CaMn2+Si2O6         | Albert Johannsen      |
| Johnbaumiet    | (Ca)5(AsO4)3(OH)    | John L. Baum          |
| Jordaniet      | Pb14As4Sb2S23       | H. Jordan             |

## K
| Mineraal      | Chemische formule           | Vernoemd naar                |
| ------------- | --------------------------- | ---------------------------- |
| Kassiet       | CaTi2O4(OH)2                | Nikolai Grigor’evitsj Kassin |
| Kieseriet     | MgSO4 · H2O                 | Dietrich Georg von Kieser    |
| Kleberiet     | FeTi6013 · 4H2O             | Will Kleber                  |
| Kobelliet     | Pb22Cu4(Bi,Sb)30S69         | Wolfgang Franz von Kobell    |
| Kogarkoiet    | Na3(SO4)F                   | Lia Nikolaevna Kogarko       |
| Kolbeckiet    | ScPO4 · H2O                 | Friedrich Kolbeck            |
| Kornerupien   | Mg4Al6[(O,OH)2(BO4)(SiO4)4] | A.N. Kornerup                |
| Krenneriet    | AuTe2                       | Joseph Krenner               |
| Kukharenkoiet | Ba3CeF(CO3)3                | Alexander Kukharenko         |

## L
| Mineraal    | Chemische formule   | Vernoemd naar     |
| ----------- | ------------------- | ----------------- |
| Langiet     | Cu3[(OH)4SO4] · H2O | Viktor von Lang   |
| Lonsdaleiet | alleen koolstof     | Kathleen Lonsdale |
| Lorandiet   | TlAsS2              | Loránd Eötvös     |
| Ludwigiet   | Mg2Fe3+BO5          | Ernst Ludwig      |

## M
| Mineraal    | Chemische formule                | Vernoemd naar            |
| ----------- | -------------------------------- | ------------------------ |
| Mariciet    | NaFePO4                          | Luba Maric               |
| McKelveyiet | Ba3NaCa0,75U0,25Y(CO3)6 · 3(H2O) | Vincent McKelvey         |
| Meneghiniet | Pb13CuSb2S24                     | Giuseppe Meneghine       |
| Milleriet   | NiS                              | William Hallowes Miller  |
| Moissaniet  | SiC                              | Henri Moissan            |
| Morganiet   | Al2Be3(Si6O18)                   | John Piermont Morgan sr. |
| Murdochiet  | PbCu6O8-x(Cl,Br)2x               | Joseph Murdock           |

## O
| Mineraal       | Chemische formule | Vernoemd naar             |
| -------------- | ----------------- | ------------------------- |
| Okeniet        | CaSi2O5 · 2 H2O   | Lorenz Ocken              |
| Olgiet         | Na(Sr,Ba)PO4      | Olga Anisimovne-Vorobiova |
| Oosterboschiet | (Pd,Cu)7Se5       | Robert Oosterbosch        |

## P
| Mineraal    | Chemische formule                  | Vernoemd naar       |
| ----------- | ---------------------------------- | ------------------- |
| Parisiet    | Ca(Ce,La)2(CO3)3F2                 | J. J. Paris         |
| Partheiet   | Ca2Al4Si4O15(OH)2 · 4H2O           | Erwin Pathé         |
| Penikisiet  | BaMg2Al2(PO4)3(OH)3                | Gunar Penikis       |
| Perhamiet   | Ca3Al7(SiO4)3(PO4)4(OH)3 · 16,5H2O | Frank C. Perham     |
| Perovskiet  | CaTiO3                             | L.A. Perovski       |
| Petziet     | Ag3AuTe2                           | W. Petz             |
| Pezzottaiet | Cs(Be2Li)Al2Si6O18                 | Federico Pezzotta   |
| Phillipsiet | (Na,K,Ca)1-2(Si,Al)8O16 · 6(H2O)   | William Phillips    |
| Prehniet    | Ca2Al(AlSi3O10)(OH)2               | Hendrik Von Prehn   |
| Proustiet   | Ag3AsS3                            | Joseph Louis Proust |

## R
| Mineraal   | Chemische formule           | Vernoemd naar  |
| ---------- | --------------------------- | -------------- |
| Rambergiet | MnS                         | Hans Ramberg   |
| Riebeckiet | Na2(Fe,Mg)5Si8O22(OH)2      | Emil Riebeck   |
| Rossmaniet | (LiAl2)Al6Si6O18(BO3)3(OH)4 | George Rossman |
| Russelliet | (BiO2)WO4                   | Arthur Russell |

## S
| Mineraal      | Chemische formule                | Vernoemd naar                          |
| ------------- | -------------------------------- | -------------------------------------- |
| Samarskiet    | Y0,2ZA0,3Fe3+0,3U0,2Nb0,8Ta0,2O4 | Vasili Samarsky-Bykhovets              |
| Sanborniet    | BaSi2O5                          | Frank B. Sanborn                       |
| Satterlyiet   | (Fe2+,Mg)2(PO4)(OH)              | Jack Satterly                          |
| Schoepiet     | ((UO2)8O2(OH)12 • 12(H2O)        | Alfred Schoep                          |
| Schreibersiet | (Fe,Ni)3P                        | Carl Franz Anton Ritter von Schreibers |
| Sekaninaiet   | (Fe2+,Mg)2Al4Si5O18              | Josef Sekanina                         |
| Sengieriet    | Cu2(UO2)2(V2O8)(OH2) · 6H2O      | Edgar Sengier                          |
| Sillimaniet   | Al2SiO5                          | Benjamin Silliman                      |
| Simpsoniet    | Al4(Ta,Nb)3O13(OH)               | Edward Sidney Simpson                  |
| Smithsoniet   | ZnCO3                            | James Smithson                         |
| Sperryliet    | PtAs2                            | Francis Louis Sperry                   |
| Steacyiet     | (K,Ca,Na)1-2ThSi8O20             | Harold Robert Steacy                   |
| Stephaniet    | Ag5SbS4                          | Stephan van Oostenrijk                 |
| Stichtiet     | Mg6Cr2CO3(OH)16 · 4H2O           | Robert Carl Sticht                     |
| Stilleiet     | ZnSe                             | Hans Stille                            |
| Stolziet      | PbWO4                            | Joseph Alexi Stolz                     |
| Stromeyeriet  | AgCuS                            | Friedrich Stromeyer                    |
| Sugiliet      | KNa2(Fe,Mn,Al)2Li3Si12O30        | Ken-ichi Sugi                          |
| Sylviet       | KCl                              | Franciscus de le Boë Sylvius           |

## T
| Mineraal       | Chemische formule                                  | Vernoemd naar                 |
| -------------- | -------------------------------------------------- | ----------------------------- |
| Taramelliet    | Ba4(Fe3+,Ti,Fe2+,Mg)4(B2Si8O27)O2Clx (x = 0 tot 1) | Torquato Taramelli            |
| Tealliet       | PbSnS2                                             | Jethro Justinian Harris Teall |
| Tennantiet     | Cu12As4S13                                         | Smithson Tennant              |
| Tenoriet       | CuO                                                | Michele Tenore                |
| Thenardiet     | Na2SO4                                             | Jacques Louis Thénard         |
| Thomasclarkiet | Na0,8Ce0,2Y0,5ZA0,7(HCO3)(OH)3 · 4(H2O)            | Thomas H. Clarkson            |
| Thomsoniet     | NaCa2(Al,Si)10O20 · 6H2O                           | Thomas Thomson                |
| Thortveitiet   | (Sc,Y)2Si2O7                                       | Olaus Thortveit               |
| Tiemanniet     | HgSe                                               | C.W. Tiemann                  |
| Torberniet     | Cu(UO2)2(PO4)2 · 11(H2O)                           | Tornbern Bergmann             |

## U
| Mineraal   | Chemische formule      | Vernoemd naar             |
| ---------- | ---------------------- | ------------------------- |
| Ulexiet    | NaCaB5O6(OH)6 · 5(H2O) | George Ludwig Ulex        |
| Ullmanniet | NiSbS                  | Johann Christoph Ullmann  |
| Uvaroviet  | Ca3Cr2(SiO4)3          | Sergei Semenovitch Uvarov |

## V
| Mineraal     | Chemische formule  | Vernoemd naar       |
| ------------ | ------------------ | ------------------- |
| Valentiniet  | Sb2O3              | Basilius Valentinus |
| Vateriet     | CaCO3              | Heinrich Vater      |
| Vauqueliniet | CuPb2CrO4PO4OH     | Louis Vauquelin     |
| Vivianiet    | Fe3(PO4)2 · 8(H2O) | J.G. Vivian         |

## W
| Mineraal     | Chemische formule          | Vernoemd naar            |
| ------------ | -------------------------- | ------------------------ |
| Wardiet      | NaAl3(PO4)2(OH)4 · 2(H2O)  | Henry Augustus Ward      |
| Weloganiet   | Na2(Sr,Ca)3Zr(CO3)6 · 3H2O | William Edmond Logan     |
| Whewelliet   | CaC2O4 · H2O               | William Whewell          |
| Whitlockiet  | Ca3(PO4)2                  | Herbert Percy Whitlock   |
| Willemiet    | Zn2SiO4                    | Willem I der Nederlanden |
| Witheriet    | BaCO3                      | William Withering        |
| Wollastoniet | CaSiO3                     | William Hyde Wollaston   |
| Wulfeniet    | PbMoO4                     | Franz Xavier von Wulfen  |

## Y
| Mineraal         | Chemische formule | Vernoemd naar        |
| ---------------- | ----------------- | -------------------- |
| Uytenbogaardtiet | Ag3AuS2           | Willem Uytenbogaardt |

## Z
| Mineraal          | Chemische formule                            | Vernoemd naar                |
| ----------------- | -------------------------------------------- | ---------------------------- |
| Zaccagnaiet       | Zn4Al2CO3(OH)12 · 3H2O                       | Domenico Zaccagna            |
| Zaheriet          | Al12(OH)26(SO4)5 · 20H2O                     | Mohamed Abduz Zaher          |
| Zajaciet          | Na(ZAxCa1-x)(ZAyCa1-y)F6                     | I. S. Zajac                  |
| Zakharoviet       | Na4Mn5Si10O20(OH)6 · 6H2O                    | E.E. Zakharov                |
| Zanazziiet        | Ca2(Mg,Fe)(Mg,Fe,Mn,Al)4Be(OH)4(PO4)6 · 6H2O | P.F. Zanazzi                 |
| Zaratiet          | Ni3CO3(OH)4 · 4H2O                           | Antonio Gil y Zárate         |
| Zhanghengiet      | (Cu,Zn,Fe,Al,Cr)                             | Zhang Heng                   |
| Zhemchuzhnikoviet | NaMg(FeAl)C2O4 · 8H2O                        | Yoery Zhemchuzhnikov         |
| Ziesiet           | β-Cu2V2O7                                    | Emmanuel G. Zies             |
| Zinkeniet         | Pb9Sb22S42                                   | J. K. L. Zincken             |
| Zippeïet          | K4(UO2)6(SO4)3(OH)10 · 4H2O                  | Franz Xaver Maxmillian Zippe |
| Zoisiet           | Ca2(Al·OH)Al2(SiO4)3                         | Sigmund Zois von Edelstein   |